# アルバースハウゼン
アルバースハウゼン (ドイツ語: Albershausen) はドイツ連邦共和国バーデン＝ヴュルテンベルク州シュトゥットガルト行政管区のゲッピンゲン郡に属す町村（以下、本項では便宜上「町」と呼ぶ）である。

## 地理

### 位置
アルバースハウゼンは、フィルス川下流域の谷とシュヴェービシェ・アルプとの間、フィルス川左岸の支流であるブッツバッハ川沿いにある。町の中心部は連邦道297号線沿いのウーヒンゲンとキルヒハイム・ウンター・テックとの間にある。郡庁所在地であるゲッピンゲンへは東北東に直線距離で約 7 km である。

### 自治体の構成
アルバースハウゼンには、アルバースハウゼン、シャーフホーフ、エシュレンスホーフが属している。またアルバースハウゼンに統合された地区や消滅した地区としてミッテルシュリヒンゲン、ビューエルン、ハスラハ、ネーゲリ、ベッテンヴァイラー、シェンケンミューレがある。

### 隣接する市町村
アルバースハウゼンは、北西はエーバースバッハ・アン・デア・フィルス、東はウーヒンゲン、南はハッテンホーフェン、南西はシュリアーバッハと境を接している。これらの市町村は、いずれもゲッピンゲン郡に属す市町村である。

### 土地利用
| 用途                 | 面積 (ha) | 占有率 (%) |
| -------------------- | --------- | ---------- |
| 住宅地               | 75        | 11.5       |
| 商工業地             | 30        | 4.6        |
| レクリエーション用地 | 11        | 1.7        |
| その他市街地         | 12        | 1.8        |
| 交通用地             | 45        | 7.0        |
| 農業用地             | 319       | 49.1       |
| 森林                 | 151       | 23.2       |
| 水域                 | 3         | 0.4        |
| その他               | 4         | 0.6        |
| 合計                 | 650       | 100        |

2022年現在の州統計局のデータに基づく。

## 歴史

### 中世まで

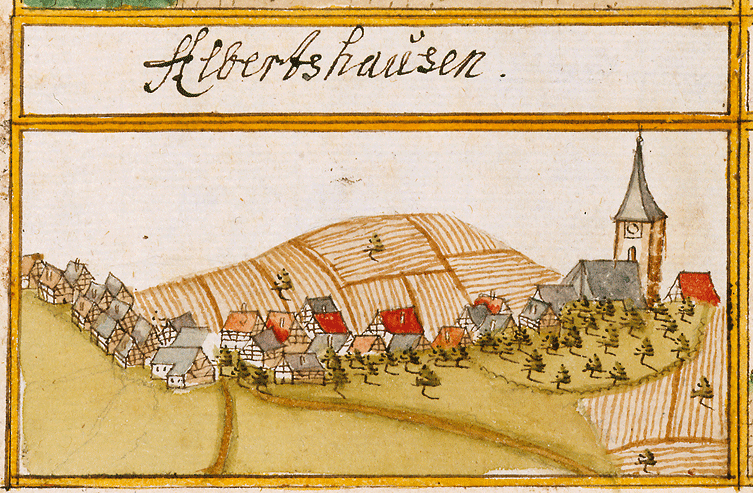
1683年にアンドレアス・キーザーの森林簿に描かれたアルバースハウゼン

アルバースハウゼンの町はおよそ750年の歴史を有している。精確な創建の時期は判っていない。この町は1275年に初めて文献記録に残されている。新石器時代の出土品から、紀元前3000年から紀元前1800年頃にはアルバースハウゼンの地域を人が往来しており、入植していたことが判る。1700年頃には既に、極めて高い確率でアレマン人のものと思われる副葬品が発見されていたのだが、その重要性は認識されていなかった。この出土品は、7世紀頃にこの町域（おそらく町の中心部）にアレマン人が定住していたことを示している。
中世盛期にはアルバースハウゼンの地域はシュヴァーベン公領に含まれた。中世後期にこの町の高権はテック公から、アイヒェルベルク伯に移された。15世紀にはヴュルテンベルク伯の支配下となり、ゲッピンゲンのアムト（地方行政組織）の管轄下に置かれた。ウルリヒ・フォン・ヴュルテンベルクが1534年に領邦の宗教改革を行い、これ以後アルバースハウゼンにおいても福音主義が主流となっている。

### 地名の由来
地名はおそらく、Alber または Albheri という個人名に由来する。1828年のアルバースハウゼンの教区記録にある、おそらく口承から採られたであろう地名に関する記述「発見された日付のない文書によると、現在のアルバースハウゼンにおける最初の家を築き、所有したのはヨハネス・アルバーという人物であった」は、正しいと考えられる。
この地名はさらに、シュリアーバッハ近郊の農場名「フォア・アルバース・ホルツ」とも関連付けられる。この、アルバースハウゼンとの町境に接するモミの樹木園の西に位置するこの農場は、1484年にアルベルンホルツと記録されている。
アルバースハウゼンの近くにシェンケンミューレ（領主の水車）があった。この水車はフィルゼックに属していたが、三十年戦争の間に破壊された。この水車はアルバースハウゼン町内シャーフホーフ近くにあったが、婚姻によりフィルゼック城の城主に移譲されたものであった。シャーフホーフの上の森の東端すぐ近くにかつて城があり、1844年の時点ではまだ城跡があったことが記録されている。その場所は現在のフォルマー保育園の近くである。ここの農場名が「ブッシェル」あるいは「イム・ブルクシュタル」（城砦 = Burg）であることがその証左である。

### 19世紀以後
19世紀初めのヴュルテンベルク王国建国に伴う行政改革で、アルバースハウゼンはオーバーアムト・ゲッピンゲンの所属に留まった。王政廃止後アルバースハウゼンはヴュルテンベルク自由人民州に属した。ナチ時代のヴュルテンベルクの郡再編で、この町は1938年にゲッピンゲン郡に属すこととなった。1945年から1952年までアルバースハウゼンはアメリカ占領地区の一部となり、新設されたヴュルテンベルク＝バーデン州の一部となった。この州は1952年に現在のバーデン＝ヴュルテンベルク州に再編された。

### かつての地区
アルバースハウゼンには古くからエシュレスホーフが属しており、1850年にそれまでウーヒ転写修正ンゲンに属していたシャーフホーフが属した。1850年11月14日にこの農場は規定上アルバースハウゼンに移管された。当初シャーフホーフはアルバースハウゼンの部分自治体であったが、1927年に部分地区の一体化が完了し、シャーフホーフはアルバースハウゼンと融合した。

## 住民

### 人口推移
1970年以降の数値はバーデン＝ヴュルテンベルク州統計局による。
| 時点           | 人口（人） |
| -------------- | ---------- |
| 1837年         | 0786       |
| 1907年         | 1,217      |
| 1939年05月17日 | 1,440      |
| 1950年09月13日 | 2,006      |
| 1970年05月27日 | 3,255      |
| 1983年12月31日 | 3,591      |
| 1987年05月25日 | 3,710      |
| 1991年12月31日 | 3,999      |
| 1995年12月31日 | 4,132      |
| 2000年12月31日 | 4,436      |
| 2005年12月31日 | 4,339      |
| 2010年12月31日 | 4,309      |
| 2015年12月31日 | 4,196      |
| 2020年12月31日 | 4,397      |

## 行政

### 首長
町長は8年の任期ごとに選挙で選ばれる。2010年4月21日からヨーヘン・ビトリングマイアーがアルバースハウゼンの町長を務めている。彼は2010年2月7日の町長選挙で 83.3 % の支持票を獲得して当選した。
かつての町長を列記する。
1948年 - 1978年: ハインリヒ・ケッツレ
1978年 ? 1986年: ヴォルフガング・グルップ
1986年 ? 2010年: ヘルマン・ヘリング
2010年 - : ヨーヘン・ビトリングマイアー

### 議会
アルバースハウゼンの町議会議員は14人である。町議会は選挙で選出された名誉職の議員と議長を務める町長で構成される。町長は町議会において投票権を有している。

### 紋章
図柄: 銀地。緑の大文字 A、その下に左向き（向かって右向き）に横たえられた緑のチューリップ。
アルバースハウゼンの紋章は、ゲッピンゲン郡で唯一、イニシャルが描かれた紋章である。1930年に用いられていた村長役場と議会の印章に描かれていた図像は盾型がなく、大文字Aの下に2枚の葉を持つチューリップであった。地名のイニシャルがいつからシンボルとなっているかは判っていない。この図柄は1930年以前の境界石にも用いられている。
バーデン＝ヴュルテンベルク州内務省は、1959年2月3日に緑 - 白の町の旗を認可した。

## 経済と社会資本

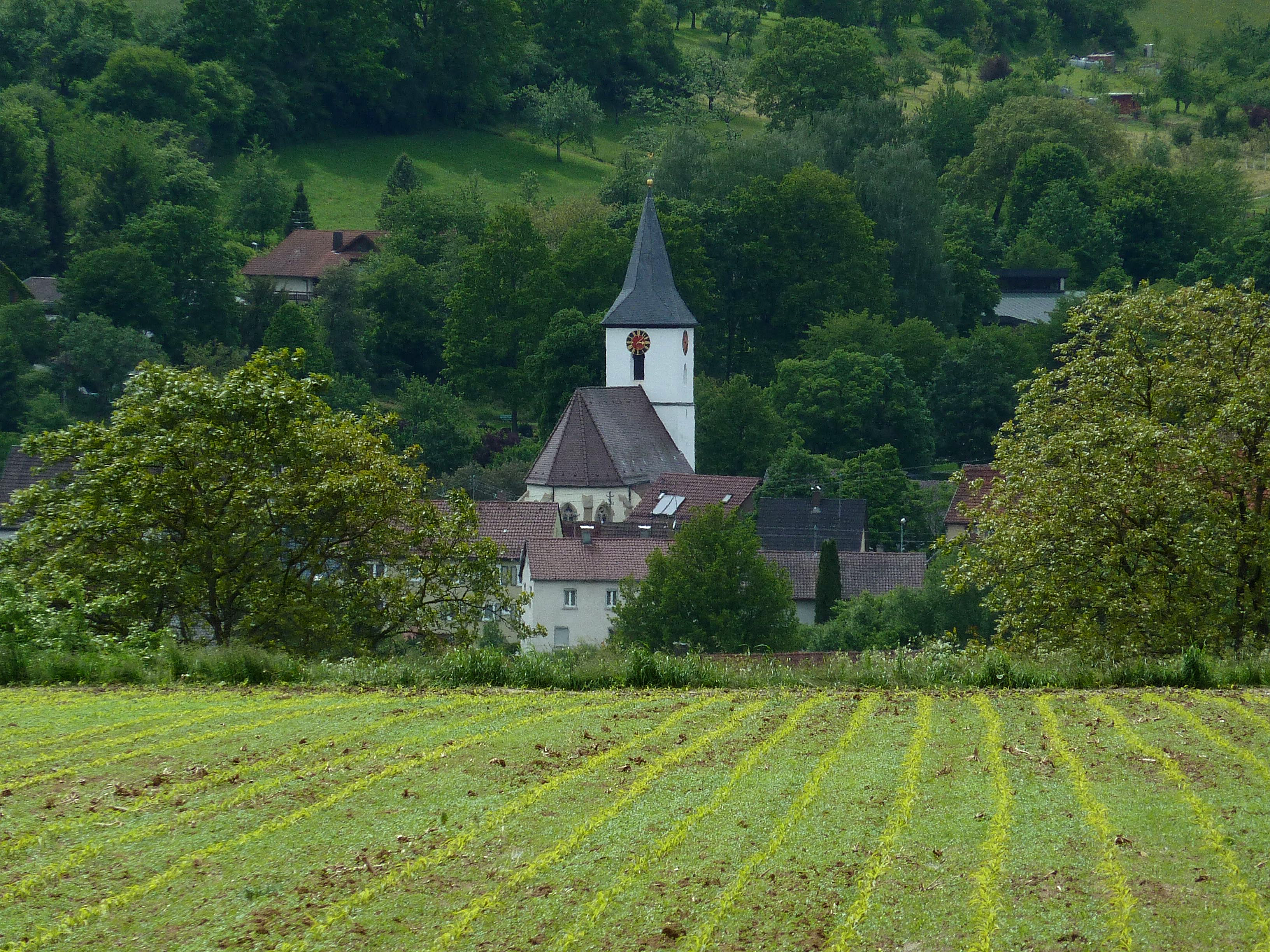
アルバースハウゼンの教区教会

### 宗教団体
福音主義ヨハネス教会: アルバースハウゼンの教会は1275年に初めて記録されている。守護権はヴィーゼンシュタイク修道院を介してヴュルテンベルクが有していた。1534年に宗教改革がなされた。教会組織は福音主義ゲッピンゲン教会管区に属している。後期ゴシック様式のヨハネス教会は1455年頃に建設され、1701年、1800年、1869-87年、1953年、1971年に改築がなされた。この教会は交差リブヴォールトを持ち、1971年まではオルガン席があった。西塔は1781年に消失した後に新たに建設された。ヴァイルハイムの芸術家夫妻ギーゼラ・ドレーアー＝リヒェルスとゲルハルト・ドレーアーは、1971/72年に芸術的リノーベーション・コンセプトを掲げ、内陣の装飾ガラス（ヴァイルハイムの芸術ガラス工房ハック製）をデザインした。

### 交通
アルバースハウゼンは、シュトゥットガルト、ウルム、キルヒハイム/テックを結ぶ連邦道 B297号線沿いの、ゲッピンゲン郡でも交通の便が良い場所にある。3分ほどで連邦道B10号線に達し、15分足らずで連邦アウトバーン A8号線にアクセスできる。

### 教育

#### 幼稚園
アルバースハウゼンにはプステブルーメ幼稚園とレーヴェンツァーン幼稚園がある。両園はともに公立の施設である。レーヴェンツァーン幼稚園には3つの年齢混合グループの他に幼児グループがある。

#### 基礎課程学校
アルベルト＝シュヴァイツァー＝シューレは8学年である。

#### コミュニティスクール
アルバースハウゼンは、シュリアーバッハに支所を持つ西フォアアルプ学校目的連合（旧作業実科学校、現在はコミュニティスクール）の本部所在地である。加盟しているのはアルバースハウゼンとシュリアーバッハの他に、アイヒェルベルク、ハッテンホーフェン、ツェル・ウンター・アイヒェルベルクである。

### 地元企業
アルバースハウゼンでは2022年現在、社会保険支払義務のある就労者が1,000人以上働いている。主な企業を以下に列記する。
- ゲオルク・フィッシャー GmbH (GF)
- 1980年に設けられた MAHLE モーターコンポーネント GmbHアルバースハウゼン支社[12]
- マインポール GmbHの企業センター、服飾製造業[13]
- シュナイダー GmbH、ベーカリー製品と特殊紙[14]
- ヴォルフ＝ケストリンGmbH、食肉加工業者[15]
- ヴュルト・レージング GmbH & Co. KG、アドルフ・ヴュルト GmbH & Co. KG のリース会社[16]
- ツィンザー GmbH、燃焼工学、熱風装置、自動溶接機、切断システム[17]

### クラブ・団体
全部で約20のクラブがアルバースハウゼンで活動している。TSGV アルバースハウゼン 1896 e.V.（体操、スポーツ、合唱クラブ）がこの町最大のクラブで、アメリカンフットボールから卓球まで16部門の様々なスポーツ種目を提供している。アルバースハウゼン・クルセダースは2016年に昇格し、2017年に初めてドイツで2番目のアメリカンフットボール・リーグである GFL2に参加した。

## 関連図書
- Rudolf Moser, ed (1844). “Gemeinde Albershausen”. Beschreibung des Oberamts Göppingen. Die Württembergischen Oberamtsbeschreibungen 1824–1886. Band 20. Stuttgart / Tübingen: Cotta’sche Verlagsbuchhandlung. pp. 149–151
- Gemeinde Albershausen (1975). 700 Jahre Albershausen 1275–1975. Albershausen
- Erwin Haas (1989). Albershausen im Wandel der Zeit. Albershausen
- Erwin Haas (1989). Geschichten aus Albershausen. Albershausen